# Льевен
Льеве́н (фр. Liévin) — коммуна во Франции, регион О-де-Франс, департамент Па-де-Кале, округ Ланс, кантон Льевен. Пятый по численности населения город департамента, фактически является западной частью единого города Ланс-Льевен. Город расположен в 7 км к северо-западу от Ланса, в 32 км к юго-западу от Лилля и в 3 км от автомагистрали А26 "Англия".
Население (2018) — 30 423 человека.

## История
Льевен был небольшим поселком с населением до 1,5 тысяч человек вплоть до 1857 года, когда в его окрестностях была начата широкомасштабная добыча угля. К 1914 году население города выросло до 25,5 тысяч человек.
Первая мировая война нанесла Льевену огромный урон. Город был полностью разрушен, более тысячи жителей погибло. За мужество, проявленное населением города во время войны, Льевен в 1920 году был награждён Железным крестом.
Расширяющиеся объемы добычи угля позволили городу быстро восстановиться после войны. Город процветал до 60-х годов XX века, когда из-за участившихся катастроф на шахтах и в целом рецессии горнодобывающей индустрии добыча угля стала сокращаться, а шахты постепенно закрываться. Последние шахты были закрыты в 1974 году, после крупной трагедии на шахте Сен-Аме. В городе были открыты новые производства, что позволило обеспечить работой большую часть бывших шахтеров и не допустить массового оттока населения.

## Достопримечательности
- Современные церкви Нотр-Дам-де-Грас, Святого Эме и Сердца Иисуса
- Монастырь Сент-Круа де Рьомон (Sainte-Croix de Riaumont)
- Памятник жертвам катастроф на угольных шахтах

## Экономика
Структура занятости населения:
- сельское хозяйство - 0,3 %
- промышленность - 11,3 %
- строительство - 4,9 %
- торговля, транспорт и сфера услуг - 40,6 %
- государственные и муниципальные службы - 42,9 %

Уровень безработицы (2017) — 26,6 % (Франция в целом — 13,4 %, департамент Па-де-Кале — 17,2 %). 

Среднегодовой доход на 1 человека, евро (2017) — 16 380 (Франция в целом — 21 110, департамент Па-де-Кале — 18 610).

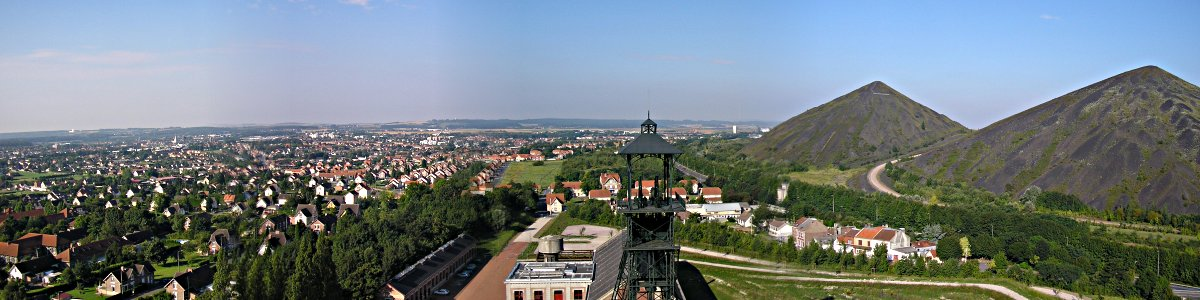
Панорама Льевена

## Демография
Динамика численности населения, чел.

## Администрация
Пост мэра Льевена с 2013 года занимает социалист Лоран Дюпорж (Laurent Duporge), член Совета департамента Па-де-Кале от кантона Льевен. На муниципальных выборах 2020 года возглавляемый им левый список одержал победу в 1-м туре, получив 73,51 % голосов.
| Период | Период | Фамилия         | Партия                  | Примечания                                                            |
| ------ | ------ | --------------- | ----------------------- | --------------------------------------------------------------------- |
| 1952   | 1981   | Анри Даррас     | Социалистическая партия | член Генерального совета департамента, депутат Национального собрания |
| 1981   | 2013   | Жан-Пьер Кюшеда | Социалистическая партия | член Генерального совета департамента, депутат Национального собрания |
| 2013   |        | Лоран Дюпорж    | Социалистическая партия | член Совета департамента                                              |

## Города-побратимы
- Брукк-ан-дер-Мур, Австрия
- Мускрон, Бельгия
- Хаген, Германия
- Пасвалис, Литва
- Рыбник, Польша
- Ла-Валетт-дю-Вар, Франция

## Знаменитые уроженцы
- Жорж Карпантье (1894-1975), боксёр-профессионал, чемпион Европы и мира
- Робер Энрико (1931-2001), кинорежиссер и сценарист

## Галерея

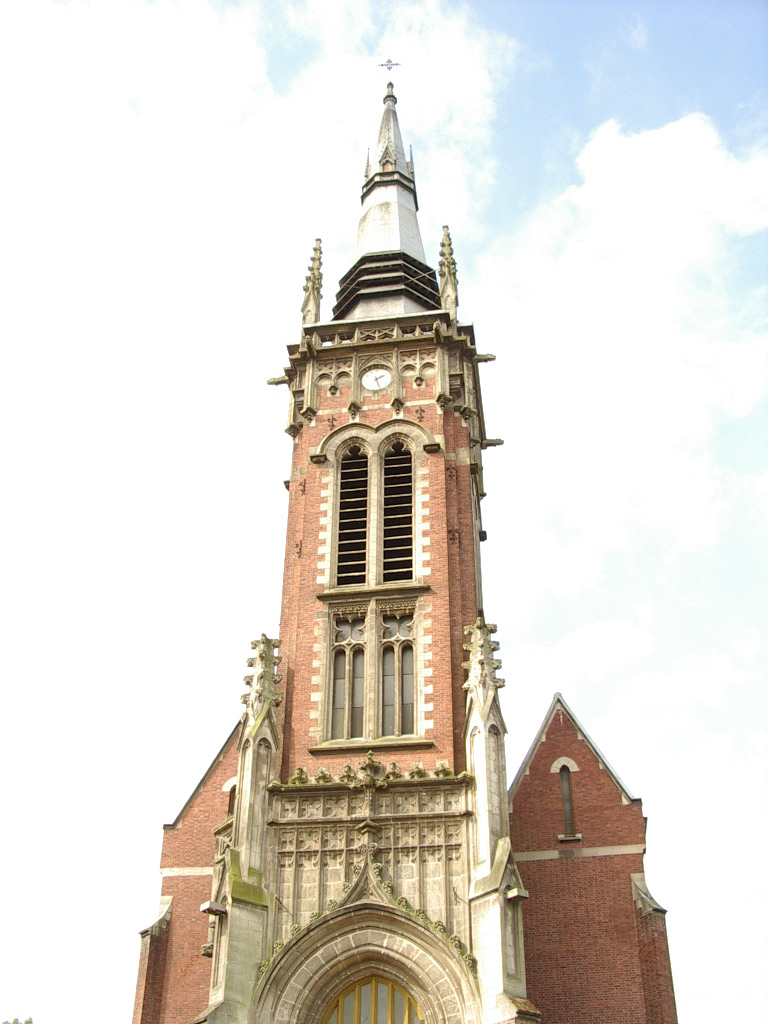
Церковь Святого Мартина
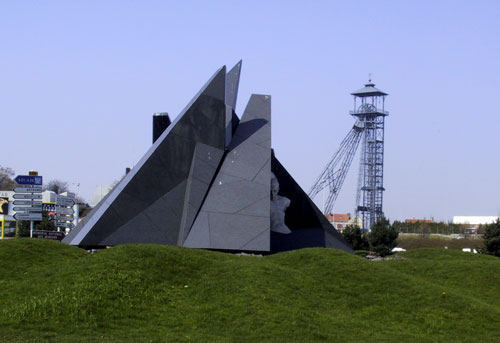
Памятник жертвам катастроф на угольных шахтах